# اندیس سرگود۱
سرگود۱ یک اندیس فلزی است که در حوالی شهر ساردوئیه استان کرمان قرار دارد و مادهٔ معدنی موجود در آن، مس است.  